# Knightley
Knightley – wieś w Anglii, w Staffordshire. Leży 11,1 km od miasta Stafford, 21,5 km od miasta Stoke-on-Trent i 208,9 km od Londynu. Knightley jest wspomniana w Domesday Book (1086) jako Chenistelei.